# Leader fantôme de la Chambre des lords
Le Leader fantôme de la Chambre des Lords, également appelé Leader de l'Opposition à la Chambre des Lords,  est la personne qui dirige l'opposition officielle à la Chambre des lords. Leur travail consiste à travailler avec le leader, le Lord Speaker et d'autres Lords seniors pour organiser les affaires. Ils travaillent également avec le whip en chef de l'opposition et d'autres porte-parole du parti pour organiser le parti. Le titulaire de ce poste deviendrait normalement Leader de la Chambre des lords si le parti remporte une élection et forme le gouvernement. Ce poste est occupé par la Baronne Smith de Basildon depuis le 27 mai 2015. Au XIXe siècle, les affiliations partisanes étaient généralement moins fixes et les dirigeants des deux chambres avaient souvent un statut égal. Un leader unique et clair de l'opposition n'était définitivement établi que si le leader de l'opposition à la Chambre des communes ou à la Chambre des lords était le premier ministre sortant. Cependant, depuis le Parliament Act 1911, il n'y a pas eu de contestation sur le fait que le leader de la Chambre des communes est prééminent et a toujours détenu le titre principal.

## Leaders fantôme de la Chambre des Lords (1911-aujourd'hui)
Cela ne répertorie que les leaders depuis le Parliament Act 1911, car c'est à ce moment-là que le Leader de l'opposition des communes a été placé comme prééminent sur les lords. Les anciens Leader sont ici
| Nom | Nom                      | Portrait  | Mandat           | Mandat           | Parti Politique |
| --- | ------------------------ | --------- | ---------------- | ---------------- | --------------- |
|     | Henry Petty-Fitzmaurice  |           | 13 novembre 1911 | 25 mai 1915      | Conservateur    |
|     | Vacant[A]                | Vacant[A] | 25 mai 1915      | 6 décembre 1916  |                 |
|     | Robert Crewe-Milnes      |           | 6 décembre 1916  | 21 novembre 1922 | Libéral         |
|     | Vacant[B]                | Vacant[B] | 21 novembre 1922 | 22 janvier 1924  | Travailliste    |
|     | George Curzon            |           | 22 janvier 1924  | 4 novembre 1924  | Conservateur    |
|     | Richard Haldane          |           | 4 novembre 1924  | 19 aout 1928     | Travailliste    |
|     | Charles Cripps           |           | 19 aout 1928     | 5 juin 1929      | Travailliste    |
|     | James Gascoyne-Cecil     |           | 5 juin 1929      | 1930             | Conservateur    |
|     | Douglas Hogg             |           | 1930             | 24 aout 1931     | Conservateur    |
|     | Charles Cripps           |           | 24 aout 1931     | 7 octobre 1931   | Travailliste    |
|     | Arthur Ponsonby          |           | 7 octobre 1931   | 25 octobre 1935  | Travailliste    |
|     | Harry Snell              |           | 25 octobre 1935  | 22 mai 1940      | Travailliste    |
|     | Christopher Addison      |           | 22 mai 1940      | 23 mai 1945      | Travailliste    |
|     | Robert Gascoyne-Cecil[C] |           | 23 mai 1945      | 26 octobre 1951  | Conservateur    |
|     | Christopher Addison      |           | 26 octobre 1951  | 1952             | Travailliste    |
|     | William Jowitt           |           | 1952             | 14 décembre 1955 | Travailliste    |
|     | A.V. Alexander[D]        |           | 14 décembre 1955 | 16 octobre 1964  | Travailliste    |
|     | Peter Carington          |           | 16 octobre 1964  | 19 juin 1970     | Conservateur    |
|     | Edward Shackleton        |           | 19 juin 1970     | 4 mars 1974      | Travailliste    |
|     | Peter Carington          |           | 4 mars 1974      | 4 mai 1979       | Conservateur    |
|     | Fred Peart               |           | 4 mai 1979       | 4 novembre 1982  | Travailliste    |
|     | Cledwyn Hughes           |           | 4 novembre 1982  | 18 juillet 1992  | Travailliste    |
|     | Ivor Richard             |           | 18 juillet 1992  | 2 mai 1997       | Travailliste    |
|     | Robert Gascoyne-Cecil    |           | 2 mai 1997       | 3 décembre 1998  | Conservateur    |
|     | Thomas Galbraith         |           | 3 décembre 1998  | 11 mai 2010      | Conservateur    |
|     | Janet Royall             |           | 11 mai 2010      | 27 mai 2015      | Travailliste    |
|     | Angela Smith             |           | 27 mai 2015      | 5 juillet 2024   | Travailliste    |
|     | Nicholas True            |           | 8 juillet 2024   | en cours         | Conservateur    |